# مدیریت سازگار

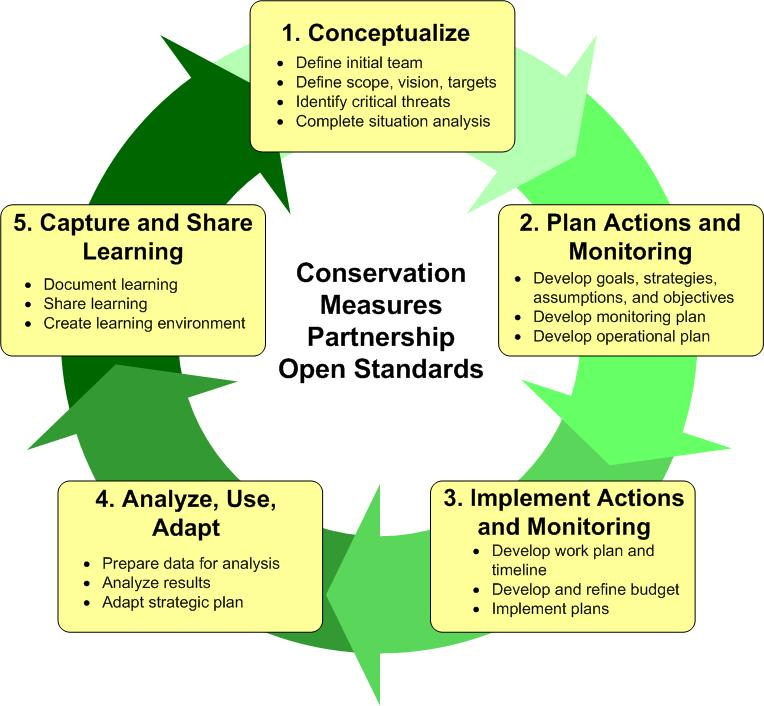
شکل ۱: چرخه مدیریت سازگار برای همکاری معیارهای حفاظت (Conservation Measures Partnership)

مدیریت سازگار یا مدیریت سازگارانه (به انگلیسی: Adaptive management)، همچنین به عنوان مدیریت سازگار منابع یا ارزیابی و مدیریت محیطی سازگار شناخته می‌شود، فرآیندی ساختاریافته و تکراری برای تصمیم‌گیری قوی در مواجهه با عدم قطعیت، با هدف کاهش عدم اطمینان در طول زمان از طریق پایش سیستم است. بدین ترتیب، تصمیم‌گیری به‌طور هم‌زمان یک یا چند هدف از مدیریت منابع را برآورده می‌کند و به صورت منفعل یا فعال، اطلاعات مورد نیاز برای بهبود مدیریت آینده را گردآوری می‌کند. مدیریت سازگار ابزاری است که نه تنها برای تغییر یک سیستم، بلکه برای یادگیری در مورد سیستم نیز باید مورد استفاده قرار گیرد. از آنجایی که مدیریت سازگار مبتنی بر فرایند یادگیری است، نتایج مدیریت درازمدت را بهبود می‌بخشد. چالش در استفاده از رویکرد مدیریت تطبیقی در یافتن تعادل صحیح بین کسب دانش برای بهبود مدیریت در آینده و دستیابی به بهترین نتیجه کوتاه‌مدت بر اساس دانش کنونی نهفته‌است. این رویکرد به تازگی در اجرای برنامه‌های توسعه بین‌المللی به کار گرفته شده‌است.